# Coisia
Coisia korábbi község (település) Franciaországban, Jura megyében. 2017. január 1-jén és Thoirette  községgel egyesült és Thoirette-Coisia új község része lett.
Lakosainak száma 177 fő (2018. január 1.). Coisia Dortan, Matafelon-Granges, Samognat, Condes, Cornod, Lavans-sur-Valouse, Thoirette és Vescles községekkel határos.

## Népesség
A település népességének változása:
| Lakosok száma | 67   | 83   | 80   | 103  | 122  | 168  | 182  | 193  | 201  | 177  |
|               | 1968 | 1975 | 1982 | 1990 | 1999 | 2011 | 2013 | 2015 | 2017 | 2018 |